# آرتمیس دوم
آرتمیس دوم (به یونانی: Ἀρτεμισία؛ درگذشت؛ ۳۵۰ سال قبل از میلاد) یک استراتژیست، فرمانده و خواهر و جانشین ماسول، حاکم کاریا بود. پس از مرگ برادرش/شوهرش، آرتمیس برای دو سال از ۳۵۳ تا ۳۵۱ قبل از میلاد سلطنت کرد. جانشینی وی باعث اعتراض در برخی از جزیره و شهرهای ساحلی تحت فرماندهی به دلیل اعتراض آنها به یک حاکم زن شد. دولت او بر اساس همان اصول برادرش انجام شد. به ویژه، او از حزب الیگارشی در جزیره رودس حمایت کرد.
آرتمیس یکم نیز یک استراتژیست نظامی معروف ساتراپ کاریا و متحد خشایارشا حدود ۱۵۰ سال پیش از او بوده‌است.

## زندگی

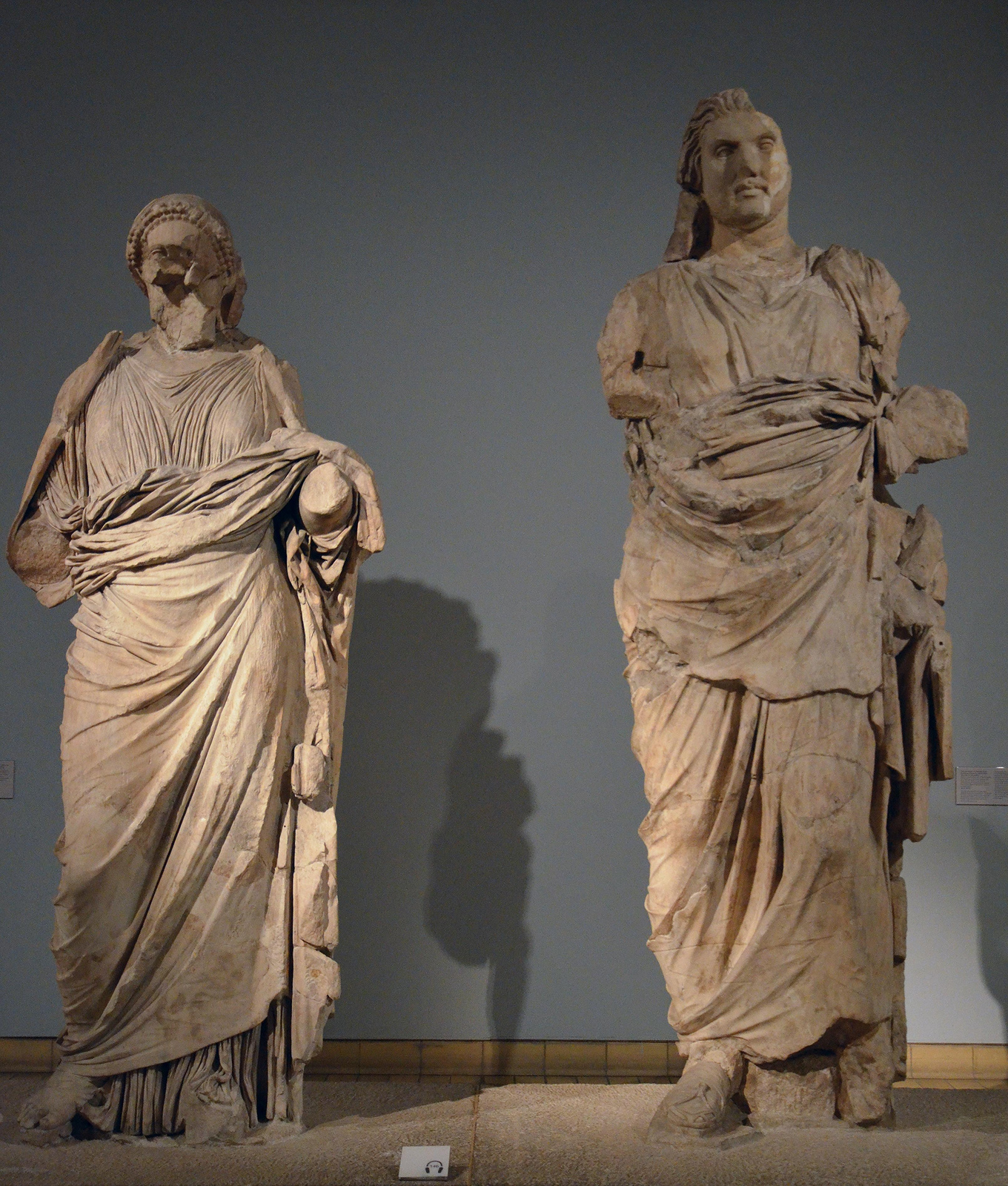
مجسمه‌های عظیم مرد و زنی از آرامگاه هالیکارناسوس، که به‌طور سنتی به عنوان آرتمیس دوم و ماسول شناخته می‌شود، حدود ۳۵۰ قبل از میلاد، موزه بریتانیا.

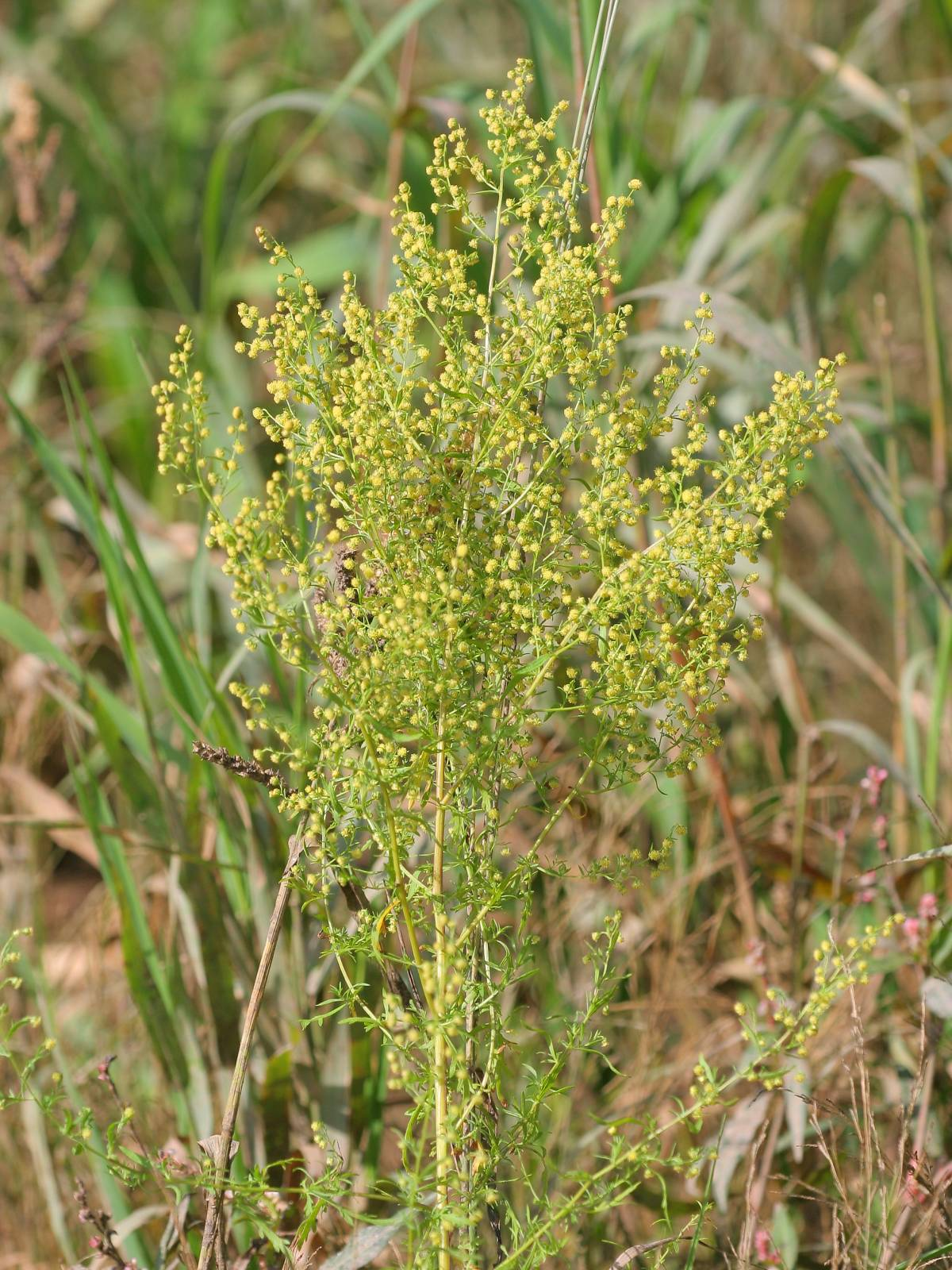
گونه آرتمیسا که به نام وی نام‌گذاری شده‌است.

آرتمیس به دلیل غم و اندوه فوق‌العاده خود در مرگ برادرش ماسول در تاریخ مشهور است. گفته می‌شود که او خاکسترش را در نوشیدنی روزانه اش مخلوط می‌کرد. او برجسته‌ترین سخنرانان یونان باستان را واداشت تا در ستایش او سخنرانی کنند. و برای تداوم حافظه او، وی در هالیکارناس آرامگاه هالیکارناسوس را بنا کرد، که توسط انتیپاتر صیدایی به عنوان یکی از عجایب هفت‌گانه باستان ذکر شده‌است.
او به عنوان اولین کاریان که به عنوان ساتراپ امپراتوری ایران بر سرزمین مادری خود حکومت می‌کرد. آرتمیس کمک کرد تا ادعای خانواده اش در مورد کاریا مستقل تر، البته بدون جدا شدن از امپراتوری پارس، تأمین شود. او با همسرش کمک کرد تا تجدید چشم‌انداز شاهنشاهی آتن را که در کنفدراسیون دلیان دوم شکل مشخصی پیدا کرد، ناکام بگذارد. پس از مرگ ماسول (سال ۳۵۳ قبل از میلاد)، آرتمیس بقیه زندگی خود را وقف تجلیل از خاطره او کرد. وسیله اصلی برای این کار به شکل «مقبره»، یک مجموعه آرامگاه به قدری بزرگ و باشکوه بود که به یکی از متداول‌ترین مقاصد گردشگری در جهان باستان تبدیل شد. طراحی و تزئین مقبره بسیار باشکوه و جسورانه بود، به طوری که در هفت شگفتی تصدیق شده جهان باستان گنجانیده شد. آرتمیس از غم از دست دادن شوهرش در سال ۳۵۱ قبل از میلاد درگذشت، سلطنت او به عنوان ساتراپ تنها کاریا دو سال ادامه داشت. هنگامی که او درگذشت، اقتدار او بدون هیچ حادثه ای به دوران مشترک سلطنت برادر و خواهرش به ترتیب، ادریئوس و آدا منتقل شد، که مانند ماسول و آرتمیس، زن و شوهر بودند.